# نهائي كأس فرنسا 1933
نهائي كأس فرنسا 1933 هي المباراة النهائية من منافسة كأس فرنسا 1932–33 ‏، أقيمت المباراة في 7 مايو 1933، في ملعب أولمبيك دي كولومب، بين فريقي إكسيلسيور روبيه، ونادي روبيه، وفاز فيها إكسيلسيور روبيه، بعد أن هزم نادي روبيه، بنتيجة 3 - 1، وكان حكم المباراة Roger Conrié ‏، وحضر المباراة 38000 شخصاً.

## تفاصيل المباراة
لعبت المباراة النهائية في 7 مايو 1933.
| إكسيلسيور روبيه                                                      | 3 -1 | نادي روبيه |
| -------------------------------------------------------------------- | ---- | ---------- |
| مارسيل لانغيلر 3 ' · Julien Buge ‏ 23 ' · Norbert Van Caeneghem ‏ 26 ' |      |            |